# Валхајм (Бадем-Виртемберг)
Валхајм (њем. Walheim) општина је у њемачкој савезној држави Баден-Виртемберг. Једно је од 39 општинских средишта округа Лудвигсбург. Према процјени из 2010. у општини је живјело 2.982 становника. Посједује регионалну шифру (AGS) 8118074.

## Географски и демографски подаци
Валхајм се налази у савезној држави Баден-Виртемберг у округу Лудвигсбург. Општина се налази на надморској висини од 183 метра. Површина општине износи 6,1 km². У самом мјесту је, према процјени из 2010. године, живјело 2.982 становника. Просјечна густина становништва износи 486 становника/km².

## Међународна сарадња
| Мјесто | Држава    | Врста сарадње | Од    |
| ------ | --------- | ------------- | ----- |
| Анец   | Француска | партнерство   | 2000. |
|        | Француска | партнерство   | 1999. |
|        | Француска | партнерство   | 2000. |
|        | Француска | партнерство   | 1999. |
| Извор  |           |               |       |